# Sorø
Sorø és una població de l'illa de Sjælland i capital de l'actual regió de Selàndia.

Està situada a 69 km OSO de Copenhaguen, a la vora del llac de Sorø; l'estació del ferrocarril de Korsør la comunica amb Copenhaguen. Té 6.996 hab. (estadística del 2003). Aquesta petita població, situada a la vora d'una pintoresca extensió d'aigua enquadrada entre boscos de fagedes i avets, deu el seu origen a un convent del Cister fundat el 1161, secularitzat quan la reforma i transformat el 1586 per Frederic II en escola pública, a la qual li fou unida una acadèmia el 1623.

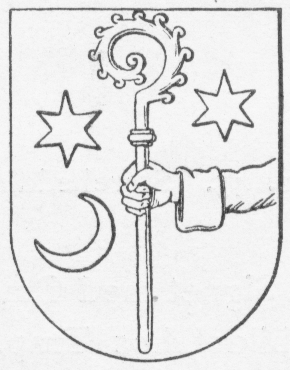
Escut d'armes.

Avui és una de les escoles de més fama de Dinamarca; a principis del segle xx, se li donà el sobrenom d'Eaton danès. Havent estat cremat l'antic edifici, el 1813, es construí entre 1822-27 un altre edifici nou de molt bonic aspecte; aquest s'eleva al bell mig d'un magnífic parc prop del llac, i té, entre d'altres, una notable col·lecció d'història natural. Però el monument més interessant és l'antiga església del convent, avui església parroquial, amb algunes belles pintures sobre vidre. La nau, restaurada, té arcs ogivals; però els arcs de cintra primitius es conserven en les ales i en el cor; aquest és de forma quadrada.
Entre les nombroses tombes de personatges històrics, hi figuren la del bisbe Krak (m. el 1300), el més antic del lloc, i el sarcòfag de marbre d'Holberg.